# Helmut Middendorf
Helmut Middendorf (* 28. Januar 1953 in Dinklage) ist ein deutscher Künstler.

## Leben und Werk
Middendorf studierte von 1973 bis 1979 an der Hochschule der Künste in Berlin bei Karl Horst Hödicke, dem Ziehvater des Neoexpressionismus in Berlin. Auf Anregung von Hödicke beginnt Middendorf in den späten 1970er Jahren mit einer gegenständlichen, betont malerischen Gestaltungsweise. Gemeinsam mit den Hödicke-Schülern Rainer Fetting, Salomé und Bernd Zimmer beteiligte er sich 1977 an der Gründung der Galerie am Moritzplatz in Berlin-Kreuzberg, Moritzplatz, die neben Malerei, Zeichnung und Objektkunst auch Filme, Fotos und Performances zeigte. Ab 1979 erhält Middendorf einen Lehrauftrag für Experimentalfilm an der Hochschule der Künste in Berlin. Mit diesem Medium hatte er sich parallel zur Malerei bereits während seines Studiums eingehend beschäftigt.
Middendorf gehört mit Malern wie Jiří Georg Dokoupil, Rainer Fetting, Salomé und Elvira Bach zu den Neuen Wilden. Namensgebend hierbei war die Ausstellung Les Nouveaux Fauves – Die Neuen Wilden, die Neue Galerie Sammlung Ludwig 1980 in Aachen zeigte. Einer breiteren Öffentlichkeit bekannt werden Middendorf, Fetting, Salomé und Zimmer mit der Gruppenausstellung „Heftige Malerei“, die Anfang 1980 im Berliner Haus am Waldsee stattfand.
Mit einem Stipendium des Deutschen Akademischen Austauschdienstes ging Middendorf 1980 nach New York. Seine dort entstandenen Arbeiten kennzeichnet eine größere emotionale Abgeklärtheit. Über die Reduktion der Farbe und durch die Hinwendung zu neuen Themen findet er zu einer experimentellen Offenheit zurück. Ende der 1980er Jahre entstehen seine schwarzen Bilder, mit denen er sein eigenes Leben und seine Position als Künstler reflektieren will und die er als Zeichen für einen neuen Aufbruch sieht.
2003/2004 war er bei der Ausstellung Obsessive Malerei – Ein Rückblick auf die Neuen Wilden im Zentrum für Kunst und Medientechnologie in Karlsruhe vertreten, 2018/19 in der Ausstellung Die Erfindung der Neuen Wilden – Malerei und Subkultur um 1980 im Ludwig Forum, Aachen.

## Öffentliche Sammlungen

### Belgien
- Stedelijk Museum voor Actuele Kunst (S.M.A.K.), Gent

### Deutschland
- Berlinische Galerie, Berlin
- Sammlung zeitgenössischer Kunst der Bundesrepublik Deutschland, Bonn
- ZKM, Karlsruhe

### Frankreich
- Fondation Cartier pour l’Art Contemporain, Paris

### Portugal
- Berardo Museum – Collection of Modern and Contemporary Art, Lissabon

### Griechenland
- Macedonian Museum of Contemporary Art, Thessaloniki

### Schweiz
- Haus Fiala, Chur